# Love Crimes
 (décembre 2023).
Pour plus de détails, voir Fiche technique et Distribution.
Love Crimes est un film américain réalisé par Lizzie Borden, sorti en 1992.

## Fiche technique
- Titre original et français : Love Crimes
- Réalisation : Lizzie Borden
- Scénario : Allan Moyle et Laurie Frank
- Photographie : Jack N. Green
- Montage : Lizzie Borden
Rudy Langlais
- Musique : Graeme Revell
- Production : Carolyn Pfeiffer et Lionel Wigram
- Pays d'origine : États-Unis
- Format : Couleurs - 1,85:1 - Mono
- Genre : Thriller érotique
- Durée : 84 minutes (version cinéma) et 91 minutes (version director's cut)
- Date de sortie : 1992

## Distribution
- Sean Young : Dana Greenway
- Patrick Bergin : David Hanover
- James Read : Stanton Gray
- Arnetia Walker : Lt. Maria Johnson
- Fern Dorsey : Colleen

## Distinctions
- 1 prix nominés au Razzie Awards en 1993 :
  - pire actrice (Sean Young)